# ウォータールー-レディング線
ウォータールー-レディング線（ウォータールー-レディングせん、英語: Waterloo–Reading Line）は、イギリスのロンドン・ウォータールー駅とバークシャーのレディング駅を結ぶ鉄道路線。ウィンザー城直下のウィンザー・アンド・イートン・リバーサイド駅への支線（ステインズ-ウィンザー線）が最初に開通した区間であることから、「ウィンザー線」や「レディング・アンド・ウィンザー線」の名で呼ばれることもある。そのほかにも複数の支線、運転区間を持つ。線路と駅の設備はネットワーク・レールが保有し、運行会社サウス・ウェスタン・レールウェイが車両の運行と駅の管理を担当している。
ウォータールー～クラパム・ジャンクション間はサウス・ウェスタン本線と並走し、ウォーキンガム～レディング間はノース・ダウンズ線と線路を共用している。後者の区間を指してウォーキンガム線と呼ぶものもある。

## 概要
ロンドンから西へサリー北部とバークシャー南部を走る。ロンドンから南西部の通勤路線の一翼を担う路線であり、クラパム・ジャンクション駅でサウス・ウェスタン本線から分かれたのちはリッチモンド、トゥイッケナムといったホームタウンを経由していく。ステインズでウィンザー線と別れたのちはアスコット競馬場のあるアスコットや森林区で知られるブラックネルなどの緑豊かな地域を走り抜け、古いマーケットタウンであるウォーキンガムを通り、バークシャーの中心都市レディングに至る。全線を走破するのに要する所要時間は1時間20分ほどである。

## 運行形態
各駅停車と主要駅に停車する快速運転を行う列車がある。ウォータールー-レディング間の全線を走破する列車はステインズまでは主要駅に止まる快速運転を行い、ステインズ以降は各駅に停車する。
ステインズ-ウィンザー線はすべての列車が本線と直通し、一体となった運用が行われている。こちらはウォータールー～フェルサム間で快速運転となる（アシュフォード駅の利便性確保のため）。
そのほかに支線に直通する運転系統も多い。アスコット-ギルフォード線とキングストン線シェパートン支線には朝夕のみ変則的に直通する運転が行われる。また、環状運転を行ってウォータールーまで戻るキングストン線とハウンズロウ線の2系統(ループラインと呼ぶ)が乗り入れている。これらの支線直通列車・環状運転列車は快速運転区間での各駅停車の役割も担っている。そのほかにレディング-アスコットなどの区間運転列車も設定されている。以下に示すのは平日日中の運行形態の例である(本数は1時間当たりの本数)。
- ウォータールー-レディング（ステインズまで快速運転）　上下各2本
- ウォータールー-ウィンザー（フェルサムまで快速運転）　上下各2本
- ウォータールー-（キングストン・ループライン経由）-ウォータールー　上下各2本
- ウォータールー-（ハウンズロー・ループライン経由）-ウォータールー　上下各2本
- ウォータールー-（ハウンズロー線経由）-フェルサム-ヴァージニア・ウォーター-ウェイブリッジ　上下各2本

### 駅の一覧
凡例：●-停車 △-一部停車 | -通過
| 快速停車駅 | 日本名                         | 英名                     | 接続路線                                                              | 備考                                                                 | ゾーン       |
| ---------- | ------------------------------ | ------------------------ | --------------------------------------------------------------------- | -------------------------------------------------------------------- | ------------ |
| ●          | ウォータールー駅               | Waterloo                 | 個別ページ参照                                                        |                                                                      | 1            |
| △          | ヴォクソール駅                 | Vauxhall                 | ヴィクトリア線                                                        |                                                                      | 1/2          |
| ｜         | クイーンズタウン・ロード駅     | Queenstown Road          |                                                                       |                                                                      | 2            |
| ●          | クラパムジャンクション駅       | Clapham Junction         | 個別ページ参照                                                        | -                                                                    | 2            |
| ｜         | ワンズワース・タウン駅         | Wandsworth Town          |                                                                       |                                                                      | 2            |
| ｜         | ポイント・プレザント分岐点     | Point Pleasant Junction  |                                                                       | ディストリクト線ウィンブルドン支線への連絡線が分岐する。             | -            |
| △          | パットニー駅                   | Putney                   |                                                                       |                                                                      | 2/3          |
| ｜         | バーンズ駅                     | Barnes                   |                                                                       |                                                                      | 3            |
| ｜         | バーンズ分岐点                 | Barnes Junction          |                                                                       | ハウンズロー線が分岐する。                                           | -            |
| ｜         | モートレイク駅                 | Mortlake                 |                                                                       |                                                                      | 3            |
| ｜         | ノース・シーン駅               | North Sheen              |                                                                       |                                                                      | 3            |
| ●          | リッチモンド駅                 | Richmond                 | ディストリクト線リッチモンド支線 オーバーグラウンド・ノースロンドン線 |                                                                      | 4            |
| ｜         | セント・マーガレッツ駅         | St Margarets             |                                                                       |                                                                      | 4            |
| ●          | トゥイッケナム駅               | Twickenham               | キングストン・ループライン（ウィンブルドン方面）                      | トゥイッケナム・スタジアム最寄り駅                                   | 5            |
| ｜         | ウィットン駅                   | Whitton                  |                                                                       |                                                                      | 5            |
| ｜         | ウィットン分岐点               | Whitton Junction         |                                                                       | ハウンズロー方面への分岐。環状運転を行う列車が使用する。             | -            |
| ｜         | フェルサム分岐点               | Feltham Junction         |                                                                       | ハウンズロー線が合流する。                                           | -            |
| ｜         | フェルサム貨物操車場           | Feltham marshalling yard |                                                                       | 1969年1月廃止                                                        | -            |
| ●          | フェルサム駅                   | Feltham                  |                                                                       | ヒースロー国際空港へバス便が接続                                     | 6            |
| ｜         | アシュフォード駅               | Ashford                  |                                                                       |                                                                      | 以降ゾーン外 |
| ●          | ステインズ駅                   | Staines                  | ステインズ-ウィンザー線                                               | 元々ウィンザー方面が先に開通したため、本線がカーブを切って分岐する。 |              |
| ●          | エガム駅                       | Egham                    |                                                                       |                                                                      |              |
| ●          | ヴァージニア・ウォーター駅     | Virginia Water           | チェルトシー支線（ウェイブリッジ方面）                                |                                                                      |              |
| △          | ロングクロス駅                 | Longcross                |                                                                       | 平日ピークタイムのみ営業                                             |              |
| ●          | サニングデール駅               | Sunningdale              |                                                                       |                                                                      |              |
| ●          | アスコット駅                   | Ascot                    | アスコット-ギルフォード線                                             | アスコット競馬場最寄り駅                                             |              |
| ●          | マーチンズ・ヘロン駅           | Martins Heron            |                                                                       |                                                                      |              |
| ●          | ブラックネル駅                 | Bracknell                |                                                                       |                                                                      |              |
| ●          | ウォーキンガム駅               | Wokingham                | ノースダウンズ線                                                      |                                                                      |              |
| ●          | ウィナーシュ駅                 | Winnersh                 |                                                                       | 早朝深夜に通過する列車あり                                           |              |
| ●          | ウィナーシュ・トライアングル駅 | Winnersh Triangle        |                                                                       | 早朝深夜に通過する列車あり                                           |              |
| ●          | アーリー駅                     | Earley                   |                                                                       | 早朝深夜に通過する列車あり                                           |              |
| ｜         | レディング・サザン駅           | Reading Southan          |                                                                       | 旧称レディング・サウス 1965年廃止                                    |              |
| ●          | レディング駅                   | Reading                  | 個別ページ参照                                                        |                                                                      |              |

### 運行車両
458/5形電車”Juniper”が大多数を占めるが、450形電車が運用されることもある。